# Aspidistra arnautovii
Aspidistra arnautovii är en sparrisväxtart som beskrevs av Tillich. Aspidistra arnautovii ingår i släktet Aspidistra och familjen sparrisväxter.

## Underarter
Arten delas in i följande underarter:
- A. a. arnautovii
- A. a. catbaensis